# Бонавентура Кавалиери
Бонавентура Франческо Кавалиери (на италиански: Bonaventura Francesco Cavalieri) е италиански математик, известен с трудовете си по геометрия и математически анализ.

## Биография
Роден в Милано, Кавалиери получава отлично хуманитарно образование, което по-късно му позволява да чете в оригинал работите на математиците и философите от античността. Още като юноша постъпва в монашески орден (според някои източници, Ордена на йезуитите). Учи Теология в манастира Сан Джироламо (Свети Йероним) и Геометрия в Пизанския университет.
Заниманията си по математика започва сравнително късно. Влияние над него оказват учителят му Бенедето Кастели и Галилео Галилей, с когото Кастели го запознава. През целия си живот Кавалиери и Галилей поддържат научни и духовни контакти; запазена е кореспонденция от 112 негови писма до Галилей. По повод Кавалиери Галилей казва „Малко са хората след Архимед, които толкова надълбоко са се гмурвали в науката Геометрия“. По негова препоръка Кавалиери бива поканен в Катедрата по математика на Болонския университет.
Сред студентите на Кавалиери в Болоня е Пиетро Менголи, който го наследява на професорската катедра.

## Приноси
Кавалиери е автор на 11 книги, първата от която отпечатана през 1632 г. Част от трудовете му са посветени на проблеми от оптиката и механиката. Има работи и по астрономия и астрология, но те остават встрани от основните му интереси.
Заслуга на Кавалиери е базираният на класическия метод на изчерпването геометричен подход към диференциалното смятане, на който е посветен основният му труд „Geometria indivisibilibus“ („Геометрия на неделимите“) от 1635 г. Разработеният от него т.нар. „метод на неделимите“ служи за определяне на лица на повърхнини и обеми посредством безкрайно много успоредни прави или равнини, съответно. Този метод, още известен като Принцип на Кавалиери, намира голямо приложение в инфинитезималното смятане.
Други трудове на Кавалиери са свързани със задачи за логаритми, по тригонометрия, приложение на тригонометрията в астрономията и географията.

## Любопитно
- На името на Бонавентура Кавалиери е кръстен кратерът Cavalerius от видимата страна на Луната.